# 개인약수
개인약수는 강원특별자치도 인제군 미산리에 위치한 약수이다. 주변에 방태산(1444m)과 개인산(1341m)이 있으며 방태산 중턱(고도는 약 940m)에 있다. 약수는 상탕과 하탕 두 곳인데 상탕이 원탕이며 당뇨병에 특효가 있다고 한다.
개인약수는 1891년 함경북도 출신의 지덕삼이라는 포수가 백두대간을 넘나들며 수렵 생활을 하다가 발견하였다고 한다. 전설에 따르면 원래 현재 있는 약수터 위에 '장군약수'라는 약수가 하나 더 있었다고 한다. 그런데 그 약수는 겨드랑이 밑에 용비늘이 붙어 있는 아기장수가 혼자 마시고는 아무도 찾지 못하게 큰 바위로 덮어 버렸다는 것이다. 이 아기장수는 역적이 되어 멸문지화를 당할 것을 두려워한 부모의 손에 의해 살해당했다는 전설이 전해지고 있다. 

## 약수 성분
- 염소 1.7ppm
- 망가니즈 0.4ppm
- 철분 5.1ppm
- 불소 0.2ppm
- 규소 60.0ppm
- 구리 0.01ppm
- 나트륨 27.8ppm
- 칼륨 3.4ppm
- 칼슘 32.1ppm
- 마그네슘 34.0ppm
- 이산화탄소 176.0ppm

## 같이 보기
- 한국의 약수 목록
- 방태산

## 참고 서적
- '빛깔있는 책들'-한국의 약수